# Tingelstads gamla kyrka

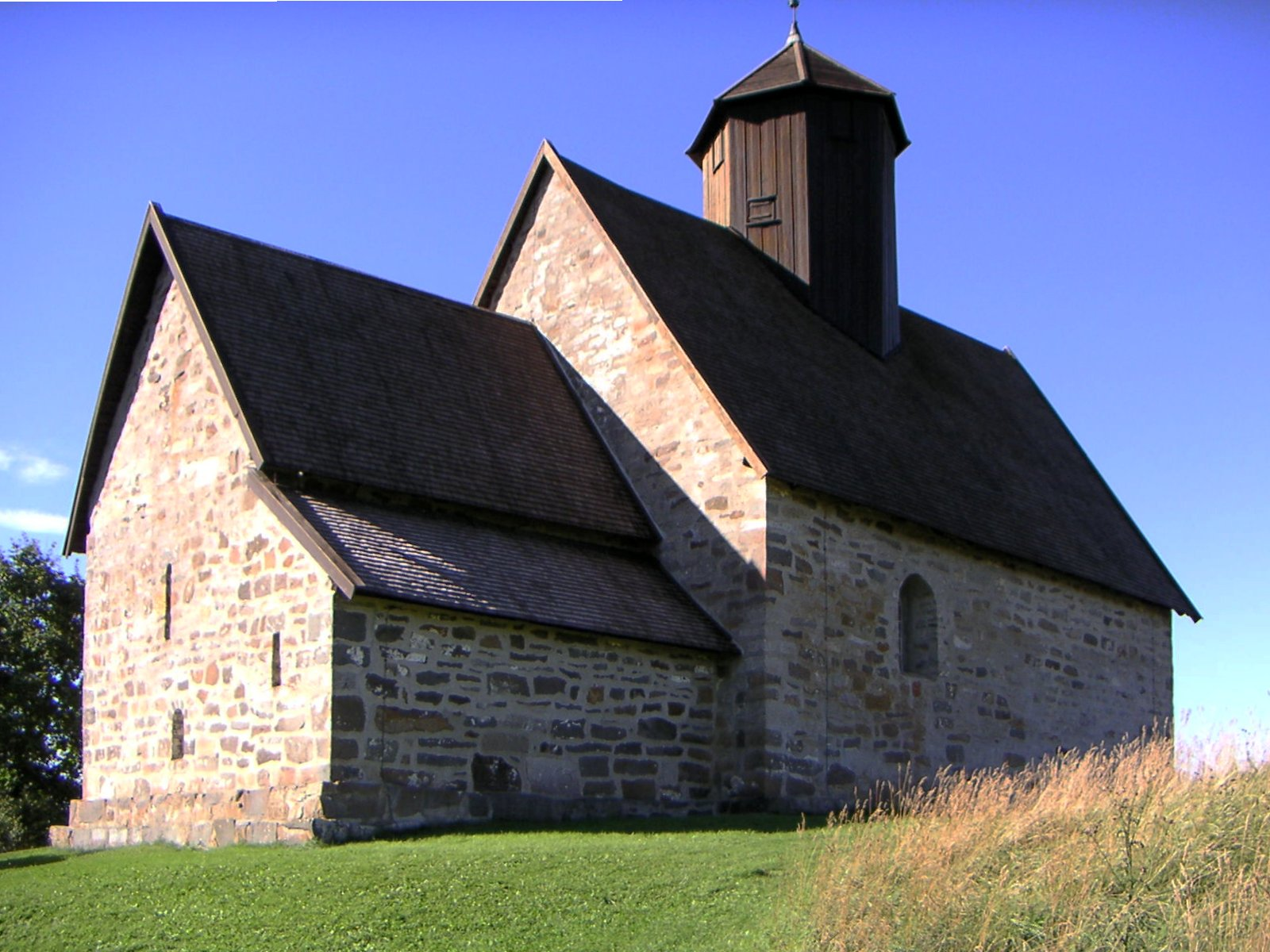
Tingelstads gamla kyrka.

Tingelstads gamla kyrka (norska: Tingelstad gamle kirke) eller St. Petri är en stenkyrka från medeltiden i Grans kommun i Innlandet fylke i sydöstra Norge. Kyrkan ligger på Tingelstadhøgda, väster om kommunens centralort Jaren. Intill kyrkan ligger Hadeland Folkemuseum.

## Kyrkobyggnaden
Med hjälp av dendrokronologiska mätningar har man kommit fram till kyrkan byggdes på 1210-talet.
Av interiören är det bara krucifixet och stenaltaret som är kvar sedan medeltiden. Nuvarande interiör är från 1500-talet och 1600-talet. Predikstolen är från 1579. Dopfunten är ett renässansarbete från omkring år 1600.